# Хансен, Ян
Ян Франк Ха́нсен (дат. Jan Frank Hansen, род. 16 декабря 1957, Видовре) — датский кёрлингист.
В составе мужской сборной Дании участвовал в трёх чемпионатах мира (лучший результат — четвёртое место в 1987) и трёх чемпионатах Европы (лучший результат — бронзовые призёры в 1981). Также участвовал в демонстрационном турнире по кёрлингу на зимних Олимпийских играх 1988, где датчане заняли шестое место. Четырёхкратный чемпион Дании среди мужчин, двукратный чемпион Дании среди смешанных команд.
Играл на позиции второго.

## Достижения
- Чемпионат Европы по кёрлингу: бронза (1981).
- Чемпионат Дании по кёрлингу среди мужчин: золото (1979, 1982, 1987, 1988)[3].
- Чемпионат Дании по кёрлингу среди смешанных команд: золото (1980, 1984)[4].

## Команды
| Сезон                                          | Четвёртый   | Третий      | Второй    | Первый          | Запасной                   | Турниры                                                  |
| ---------------------------------------------- | ----------- | ----------- | --------- | --------------- | -------------------------- | -------------------------------------------------------- |
| 1978—79                                        | Пер Берг    | Герт Ларсен | Ян Хансен | Микаэль Харри   |                            | ЧДМ 1979                                                 |
| 1979—80                                        | Пер Берг    | Герт Ларсен | Ян Хансен | Микаэль Харри   |                            | ЧЕ 1979 (6 место)                                        |
| 1980—81                                        | Пер Берг    | Герт Ларсен | Ян Хансен | Микаэль Харри   |                            | ЧЕ 1980 (6 место)                                        |
| 1981—82                                        | Пер Берг    | Герт Ларсен | Ян Хансен | Микаэль Харри   | тренер: Антонни Хинге (ЧМ) | ЧЕ 1981 · ЧДМ 1982 · ЧМ 1982 (8 место)                   |
| 1986—87                                        | Герт Ларсен | Олуф Ольсен | Ян Хансен | Микаэль Харри   |                            | ЧДМ 1987 · ЧМ 1987 (4 место)                             |
| 1987—88                                        | Герт Ларсен | Олуф Ольсен | Ян Хансен | Микаэль Харри   |                            | ЧДМ 1988 · ЗОИ 1988 (демо) (6 место) · ЧМ 1988 (8 место) |
| Кёрлинг среди смешанных команд (mixed curling) |             |             |           |                 |                            |                                                          |
| 1979—80                                        | Пер Берг    | Хелена Блак | Ян Хансен | Hanne Rasmussen |                            | ЧДСК 1980                                                |
| 1983—84                                        | Пер Берг    | Хелена Блак | Ян Хансен | Малене Краусе   |                            | ЧДСК 1984                                                |

(скипы выделены полужирным шрифтом)